# Пирс, Брук
Брук Пирс (род. 14 ноября 1980, Миннеаполис, Миннесота) — американский предприниматель и бывший актёр, он также известен деятельностью в майнинге, а так же являлся одним из  соучредителей нашумевшей компании DEN (Digital Entertainment Network), главный основатель которой был осуждён за сексуальное насилие над детьми. Подробно данная информация освещается в документальном фильме 2014 года "Открытый секрет". В детстве он снимался в фильмах Диснея «Могучие утки» (1992), «D2: Могучие утки» (1994) и «Первый ребёнок» (1996). Он является независимым кандидатом на президентских выборах в США 2020 года.

## Фильмография
| Год     | заглавие                      | Роль           | Примечания                     |
| ------- | ----------------------------- | -------------- | ------------------------------ |
| 1992 г. | Могучие утки                  | Гордон, 10 лет |                                |
| 1994 г. | D2: Могучие утки              | Молодой Гордон |                                |
| 1994 г. | Маленькая большая лига        | Сидни          |                                |
| 1995 г. | Человек-потрошитель           | Кевин          |                                |
| 1995 г. | Трудный ребёнок 3             | Дюк Флим       | ТВ фильм                       |
| 1995 г. | Три желания                   | Скотт          |                                |
| 1996 г. | Первый ребёнок                | Люк Давенпорт  |                                |
| 1996 г. | Земля минус ноль              | Джои Хеллер    |                                |
| 1997 г. | Два маленьких голоса          | Брэд           | ТВ фильм                       |
| 1997 г. | Поездка                       | Дэнни О’Нил    |                                |
| 1997 г. | Легенда о потерянной гробнице | Джон Роби      | ТВ фильм                       |
| 2014 г. | Открытый секрет               | Сам            | Документальный; архивные кадры |
| 2015 г. | Игровые деньги                | Сам            | Документальный                 |

## Личная жизнь
Женат на Кристал Роуз, генеральном директоре Sensay и сопредседателе Объединенного совета восходящих наций.
В 2000 году трое бывших сотрудников DEN подали иск против Марка Коллинза-Ректора и Пирса, утверждая, что они снабжали истцов наркотиками и принуждали их к сексу, когда Пирс и один из истцов были ещё подростками. Пирс вместе с двумя другими сотрудниками DEN бежал из Соединённых Штатов. Они были арестованы Интерполом в 2002 году в Марбелье, Испания. Пирс был освобождён без предъявления обвинений. Ректор в конце концов признал себя виновным и покинул Соединённые Штаты. 
Трое истцов добровольно отклонили все обвинения против Пирса, не получив никакой компенсации. Судебные протоколы показывают, что Пирс заплатил 21 600 долларов одному из адвокатов истца, потому что указанный адвокат отказался подать приказ об увольнении, запрошенный его клиентом, до тех пор, пока не будут возмещены расходы адвоката.
В 2017 году он переехал в Пуэрто-Рико вместе с другими трейдерами, став лидером группы, сосредоточенной на создании местной экономики на острове, основанной на криптовалюте, извлекая выгоду из последствий урагана Мария

## Криптовалюта
Он работал исполнительным директором Bitcoin Foundation, а также участвовал в выпуске цифровой валюты Tether.

## Политическая деятельность
Он выдвинулся на пост президента США на выборах 2020 года, поддержан Нью-Йоркской Независимой партией (англ. Independence Party of New York).

## Интересные факты
По данным сайта Uselectionsatlas.org Архивная копия от 14 апреля 2012 на Wayback Machine выборах 2020 года он занял первое место на некоторых участках штата Массачусетс в графстве Франклин.